# Grzybowa Góra (przystanek kolejowy)
Grzybowa Góra – nieczynny przystanek osobowy, a dawniej stacja kolejowa, położona w południowej części Grzybowej Góry, w gminie Skarżysko Kościelne, w województwie świętokrzyskim, w Polsce.
Początkowo posterunek posiadał tory dodatkowe i semafory świetlne, co czyniło go stacją kolejową. Z czasem tory dodatkowe z infrastrukturą towarzyszącą rozebrano, więc posterunek stał się jedynie przystankiem osobowym. Od początku grudnia 2008 roku przystanek pozostaje nieczynny – pociągi osobowe przejeżdżają przezeń bez zatrzymania.